# Amazon Silk

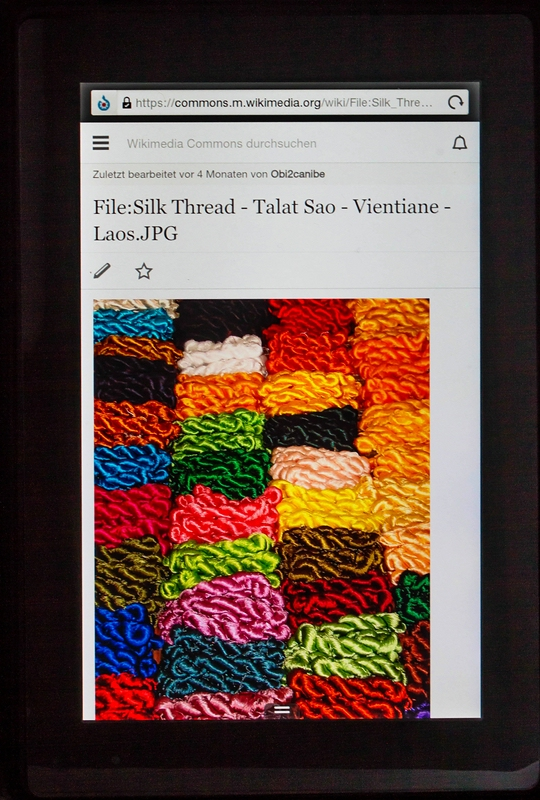
Der Amazon Silk Browser in der Version 1.0 unter Fire OS im Vollbild-Modus, aufgerufen auf dem Tabletcomputer Kindle Fire, mit der Ansicht einer Wikipedia-Commons-Seite.

Amazon Silk ist ein Webbrowser vom Unternehmen Amazon für das Betriebssystem Fire OS.

## Architektur
Der Browser wurde am 28. September 2011 vom Amazon Silk Team vorgestellt. Herausragendes Merkmal ist das sogenannte „Split Browsing“. Vor dem Aufruf jeder Webseite auf dem Tablet wird über die Arbeitsteilung entschieden: Es wird also gefragt, ob zum Beispiel das Networking, die HTML-Analyse oder das Page Rendering entweder lokal im Tabletcomputer oder entfernt auf dem Amazon-Server erledigt werden soll.
Silk, unter Fire OS laufend, verwendet das Protokoll SPDY auf TCP-Basis. Der Browser basiert auf dem Chromium-Projekt und verwendet die Browser-Engine Blink.

## Name
Laut Amazon ist dieser Browser der dünne aber unglaublich starke Seidenfaden (silk, engl. für die feine Seidenfaser), der den Tabletcomputer in der Hand des Nutzers mit dem weit entfernten Amazon-Server verbindet.